# Ventnor
Ventnor este un oraș și o stațiune turistică situată pe coasta sudică a insulei-comitat Isle of Wight, în regiunea South East, Anglia. 